# The Federalist (sitio web)
The Federalist es una revista en línea y pódcast estadounidense, que cubre política, cultura y religión, y publica un boletín informativo.  El sitio fue cofundado por Ben Domenech y Sean Davis y se lanzó en septiembre de 2013.  Sus fundadores la describen como de la derecha política.

## Historia
The Federalist fue cofundada por Ben Domenech y Sean Davis; los editores principales incluyen a David Harsanyi y Mollie Hemingway. Domenech escribió que The Federalist se inspiró en la misión y la cosmovisión del editor original de la revista Time, Henry Luce, a quien describió como "[inclinado] a la derecha política, con un conservadurismo en c minúscula equipado con un respeto populista por el lector de clase med fuera de Nueva York y Washington, y un amor permanente por Estados Unidos y considerando al momento que el sarcasmo y el cinismo no se consideran sustitutos del análisis inteligente". Citado en The Washington Post en 2018, Domenech describió a The Federalist como carente de oficina y con un personal "en su mayoría femenino, de generación milénica y una cuarta parte grupo minoritario".  Entre sus periodistas han figurado Bre Payton y Mary Katharine Ham.

### Finanzas
The Federalist no publica sus fuentes de financiamiento y ciertos críticos han preguntado quién financia el sitio, ya que los ingresos publicitarios por sí solos no serían suficientes para que la publicación mantenga a su personal de 14.
Según BuzzFeed News, la financiación de la revista ha provocado "una cantidad considerable de especulaciones en el mundo de los medios políticos, con la frase «¿Quién financia The Federalist?» convirtiéndose en un meme reiterado". En respuesta, la revista en cierta ocasión ofreció a la venta una camiseta de "Yo financío al The Federalist.".

### Neil de Grasse Tyson
A fines de 2014, The Federalist publicó un artículo en el que se alegaba que Neil deGrasse Tyson había utilizado citas "erróneas" en sus presentaciones públicas, incluida una atribuida a George W. Bush .  Más tarde, Tyson citó la cita de Bush en un discurso pronunciado después del desastre del transbordador espacial Columbia y se disculpó con Bush por no recordar la fecha y el contexto.

### Roy Moore
En noviembre de 2017, The Federalist fue criticado tanto por conservadores como por liberales por publicar un artículo de opinión de Tully Borland, filósofo de la Universidad Bautista de Ouachita, defendiendo a Roy Moore por salir con adolescentes cuando tenía 30 años y argumentando que tal comportamiento "no estuvo exento de algún mérito si se quiere formar una familia numerosa". Noah Rothman, de la revista conservadora Commentary, declaró que el artículo de opinión estaba "racionalizando el abuso de menores". Molly Roberts de The Washington Post escribió que el artículo de opinión era "excepcionalmente horrible". Ben Domenech defendió a The Federalist por publicar el artículo de opinión de Borland diciendo que la revista "sigue abiertamente comprometida con ofrecer puntos de vista alternativos. Para aquellos que tienen un problema con esto, la pregunta es simple: ¿a qué le tienes miedo?" 

### Acusaciones de violación de la legislación laboral
En 2019, luego de que el personal de otras empresas de medios estadounidenses se sindicalizara, el cofundador Domenech publicó por Twitter "el primero de ustedes que intente sindicalizarse, juro que lo enviaré de regreso a la mina de sal ". En 2020, un juez administrativo de la NLRB, el ente gubernamental estadounidense que sindicaliza empleados, dictaminó que Domenech había amenazado ilegalmente al personal y exigió que la empresa publicara avisos en sus oficinas y enviara correos electrónicos a los empleados para informarles sobre sus derechos legales. Domenech argumentó sin éxito que el tuit era una broma. La New Civil Liberties Alliance, que había estado representando a The Federalist pro bono, anunció que apelaría. Reason y National Review publicaron artículos cuestionando la decisión del juez. En noviembre de 2020, un panel administrativo de apelaciones de la NLRB respaldó el fallo y, además, ordenó a la empresa que instruyera a Domenech para eliminar el mensajero original.
Un tribunal judicial de apelaciones de EE. UU. encontró que la acción de la NLRB era "ilegal" y anuló las órdenes de la NLRB porque el mensajito no era una práctica laboral ilegal y porque estaba protegido por la primera enmienda a la constitución de los Estados Unidos.

## Opiniones de terceros
Según The New York Times, The Federalist "se inclina mucho por las guerras culturales", con piezas que cuestionan el movimiento Me Too y caracterizan el reconocimiento de la identidad transgénero como una "guerra contra las mujeres".  Luke Brinker escribió en Media Matters for America que «The Federalist rápidamente ha establecido un nicho como un enérgico sitio antisistema.»
Escribiendo para Politico en 2014, Reid Cherlin escribió sobre The Federalist en un artículo sobre el aumento de los medios de derecha en línea, describiendo el sitio como "buscando profundizar en los temas e influir en la conversación en Washington". Matt K. Lewis escribió en The Week que los medios en línea conservadores estaban divididos entre "publicaciones serias y augustas" y "una nueva generación de sitios irreverentes", y que "sitios como The Federalist intentan cerrar la brecha proporcionando comentarios serios que son típicamente escrita por escritores jóvenes conocedores de la cultura pop". En mayo de 2018, Damon Linker of The Week describió a The Federalist como "un destacado divulgador de conspiraciones a favor de Trump y distorsiones especulares de la investigación del fiscal especial Robert Mueller sobre la intromisión rusa en las elecciones y la posible participación de Trump".
David Weigel de Bloomberg Politics declaró que The Federalist critica con frecuencia las publicaciones de tendencia izquierdista, pero se fundó con la intención de ser "una fuente de entrevistas originales y argumentos en tiempo real entre conservadores y libertarios". Durante las elecciones presidenciales de Estados Unidos de 2016, el experto conservador y crítico de Trump Matt K. Lewis, que escribía para The Daily Beast, creía que había habido un cambio en «cobertura de The Federalist sobre Donald Trump, primero criticando al candidato presidencial y luego, después de Trump ganó la presidencia, criticando a los críticos liberales de Trump en los principales medios de comunicación y presentando a Trump como una víctima.» En 2020, el exempleado Robert Tracinski culpó particularmente de la reputación de inexactitud de la publicación al cofundador Davis, quien dijo que tenía una mentalidad destructiva de "siempre estar azuzando".